# Pyramimonadales
Pyramimonadales, red zelenih algi u razredu Pyramimonadophyceae. Postoji 115 vrsta u 5 porodica. Ime je došlo po rodu Pyramimonas

## Porodice
1. Cymatiosphaeraceae 12
2. Halosphaeraceae Haeckel 1
3. Polyblepharidaceae P.A.Dangeard 13
4. Pterospermataceae Lohmann 22
5. Pyramimonadaceae Korshikov  67